# Écozone paléarctique : plantes à graines par nom scientifique (J)

## Ja

### Jac
- Jacqueshuberia

### Jas
- Jasminum - Oléacées (arbuste)
  - Jasminum angulare
  - Jasminum azoricum
  - Jasminum fruticans
  - Jasminum nitidum
  - Jasminum nudiflorum - Jasmin d'hiver
  - Jasminum officinalis - Jasmin officinal ou « Jasmin commun »
  - Jasminum polyanthum
  - Jasminum rex - Jasmin royal
  - Jasminum sambac
  - Jasminum suffruticosum - Jasmin arborescent

- Jasonia
  - Jasonia glutinosa - Jasonia glutineux

- Jasione - Campanulacées
  - Jasione montana - Jasione des montagnes
  - Jasione laevis - Jasione vivace

### Jat
- Jatropha - fam. Euphorbiacées (plante tropicale)
  - Jatropha multifida - Médicinier

## Js

### Jsa
- Jsasaella ramosa - Poacées
  - Jsasaella ramosa ou Pleioblastus viridi vagans - bambou

## Ju

### Jug
- Juglans - Juglandacées (arbre fruitier)
  - Juglans ailantifolia
  - Juglans mandshurica
  - Juglans nigra - Noyer noir ou « noyer d'Amérique »
  - Juglans regia - Noyer commun ou « Acajou d'Europe »
  - Juglans stenocarpa

### Jun
- Juncus - Joncacées
  - Juncus alpinoarticulatus
  - Juncus dudleyi
  - Juncus effusus
  - Juncus ensifolius
  - Juncus longistylis
  - Juncus nodosus

- Juniperus - Cupressacées (arbre)
  - Juniperus chinensis - Genévrier de Chine
  - Juniperus communis - Genévrier commun
  - Juniperus drupacea - Genévrier de Syrie
  - Juniperus oxycedrus - Genévrier cade ou Oxycèdre
  - Juniperus phoenicea - Genévrier de Phénicie
  - Juniperus recurva - Genévrier de l'Himalaya
  - Juniperus rigida - Genévrier rigide
  - Juniperus thurifera - Genévrier thurifère

### Jus
- Justicia
  - Justicia brandegeana - Beloperone